# Potentille argentée
Potentilla argentea
Espèce
Classification phylogénétique
La potentille argentée (Potentilla argenteaL.) est une espèce de plantes à fleurs de la famille des Rosacées.

## Autres noms vernaculaires
Ansérine, Bec d'oie, Herbe aux oies.

## Synonymes
- Fragaria argentea (L.) Crantz
- Hypargyrium argentatum (Jord.) Fourr.
- Hypargyrium argenteum (L.) Fourr.

## Description
C'est une plante herbacée vivace d'une taille de 20 à 50 cm, tomenteuse-blanchâtre, à souche courte. Sur les tiges très feuillées s'insèrent une ou plusieurs fleurs.
Les feuilles sont digitées, à 5 folioles, à bords un peu roulés, vertes en dessus, blanches-tomenteuses en dessous, rétrécies et entières à la base, élargies et profondément incisées-dentées dans le haut.
Les fleurs sont jaunes, assez petites (8-14 mm de diamètre), disposées en cymes corymbiformes feuillées.

## Caractéristiques
- Organes reproducteurs
  - Période de floraison : mai-septembre
  - Inflorescence : cyme unipare hélicoïde
  - Sexualité : hermaphrodite
  - Pollinisation : entomogame
- Graine
  - Fruit : akène
  - Dissémination : barochore
- Habitat
  - Habitat type : pelouses vivaces des lithosols compacts (dalles) et mobiles (sables), médioeuropéennes à méditerranéennes. Lieux secs, rochers siliceux.

Données d'après : Julve, Ph., 1998 ff. - Baseflor. Index botanique, écologique et chorologique de la flore de France. Version : 23 avril 2004.

## Insectes galligènes
Trois insectes présentent des galles sur Potentilla argentea. Il s'agit de Diastrophus mayri, formant un renflement de la tige de 10 à 30mm de long sur 5 à 10mm de diamètre, bosselé et contenant plusieurs loges individuelles ; Perrisia potentillae formant des boutons gonflés et aux larves grégaires et Eriophyes parvulus formant un épais feutrage blanc jaunâtre sur toutes les parties vertes.

## Répartition
Eurasiatique : Europe (surtout centrale), dans presque toute la France ; Asie occidentale. Amérique de Nord.